# Zion (Illinois)
Zion es una ciudad ubicada en el condado de Lake en el estado estadounidense de Illinois. En el Censo de 2010 tenía una población de 24.413 habitantes y una densidad poblacional de 960,75 personas por km².

## Geografía
Zion se encuentra ubicada en las coordenadas 42°27′36″N 87°51′4″O / 42.46000, -87.85111. Según la Oficina del Censo de los Estados Unidos, Zion tiene una superficie total de 25,41 km², de la cual 25,4 km² corresponden a tierra firme y (0.03%) 0.01 km² es agua.

## Demografía
Según el censo de 2010, había 24 413 personas residiendo en Zion. La densidad de población era de 960,75 hab./km². De los 24 413 habitantes, Zion estaba compuesto por el 48,9% blancos, el 30,99% eran afroamericanos, el 0,44% eran amerindios, el 2,31% eran asiáticos, el 0,06% eran isleños del Pacífico, el 12,31% eran de otras razas y el 4,99% pertenecían a dos o más razas. Del total de la población el 27,68% eran hispanos o latinos de cualquier raza.